# アミラ・ジャネイ・コリンズ
アミラ・ジャネイ・コリンズ（英語: Amira Janaye Collns）は、アメリカ合衆国の女子バスケットボール選手である。ポジションはフォワード。Wリーグのアイシン ウィングス所属。

## 来歴
ノースカロライナ州立大卒業後の2024年、スロバキアのヤング・エンジェルズ、スペインのバクシ・フェロルでプレー。
メキシコのコレカミノスでは、平均出場時間17.8分で3.2得点・3.5リバウンドを記録。
2025年8月、日本のWリーグに属するアイシン ウィングスに加入。同リーグが課していた「日本在留5年以上」の条件撤廃後の契約第1号となった。